# راسوت (شهرستان بوزدیاکسکی، باشقیرستان)
راسوت (انگلیسی: Rassvet, Buzdyaksky District, Republic of Bashkortostan) یک شهرک در شهرستان بوزدیاکسکی باشقیرستان کشور روسیه است.